# Aleksandr Radíshchev
Aleksandr Nikoláyevich Radíschev, en ruso original Алекса́ндр Никола́евич Ради́щев (Moscú, 31 de agosto de 1749 - San Petersburgo, 24 de septiembre de 1802), fue un escritor, jurista, economista y poeta ruso de la Ilustración.

## Biografía
Radíshchev nació en familia noble y acaudalada y recibió una excelente formación. Durante su infancia vivió en la finca de su padre en el pueblo de Nemtsovo (región de Moscú) y luego en Vérjneye Ablyázovo (región de Penza). Dominó varias lenguas y a los 13 años fue nombrado paje de la emperatriz Catalina II de Rusia, recién ascendida al trono. De 1766 a 1771 cursó estudios en la Universidad de Leipzig en el grupo de jóvenes aristócratas rusos enviado por Catalina para formarse como futuros juristas; pero, además de estudiar derecho, se interesó por la literatura y la filosofía, la medicina y las ciencias naturales; asimiló las ideas de la Ilustración francesa y en Leipzig leyó obras de Rousseau, Helvecio y Diderot. 
De vuelta a Rusia, Radíshchev trabajó como jurista en la administración civil y en el ejército, lo que le abrió los ojos sobre la situación real del campesinado y el problema de los reclutas desertores. Siguió, además, muy de cerca la revuelta popular de Yemelián Pugachov (1773-1775). Posteriormente llegó a ocupar el puesto de director general de Aduanas.
Es autor de la oda Libertad (1783), donde Radíshchev saluda la Independencia de los Estados Unidos de América y aprovecha para proclamar abiertamente sus ideas antimonárquicas, republicanas y liberales. Su obra más conocida es Viaje de San Petersburgo a Moscú (impresa privadamente en 1790), una diatriba, impresa por el propio autor en su casa, contra el derecho de servidumbre que permite comprar y vender seres humanos como ganado, destrozando familias; quejándose contra las condiciones de vida míseras, contra los castigos corporales, contra la falta de los más elementales derechos humanos en el pueblo ruso y contra el absolutismo de una monarquía que no sólo permite este estado de cosas, sino que se fundamenta en él. 
El Viaje se halla dividido en 25 capítulos; el primero se titula "Partida" y los demás van tomando nombre de cada una de las estaciones entre San Petersburgo y Moscú. Cada una de ellas ofrece un cuadro sombrío de la existencia campesina: se muestra así un señor que obliga a sus campesinos a trabajar seis días a la semana en un latifundio para él, dejándoles el domingo para cultivar su pequeña parcela de donde deberán extraer su propio sustento. En otro, son los campesinos quienes roban al señor su terreno con maniobras traicioneras; más allá se presenta el cuadro de mujeres y doncellas violadas impunemente por grandes terratenientes; en otro se nos presenta a un señor feudal que ha introducido ius primae noctis o derecho de pernada y lo ejerce brutalmente; en otro capítulo se muestra un propietario que vende a sus siervos, entre ellos su propia ama de leche, a su amante, a uno de sus hijos, etcétera. Cabe destacar que los relatos de Radichev se basaban en acontecimientos de pública notoriedad en el Imperio ruso aunque jamás eran discutidos públicamente. La emperatriz, al leerlo, pudo incluso anotar al margen los nombres de los señores a quienes se referían los relatos. Se inspira en parte en el Viaje sentimental de Lawrence Sterne, pero evidentemente su propósito es otro: denunciar, con este aldabonazo, la situación del pueblo ruso.
El Viaje provocó el enojo de Catalina II de Rusia, aumentado por la visible simpatía de Radíshchev por las doctrinas republicanas y liberales de la Revolución Francesa por lo cual el 30 de junio de 1790 Radíschev fue arrestado y encerrado en la fortaleza de San Pedro y San Pablo, en San Petersburgo. El Senado Imperial lo condenó a la pena de muerte, pero Catalina conmutó la pena por 10 años de reclusión en la colonia penal de Ilimsk, en Siberia. Durante sus años de exilio, con su segunda esposa y dos hijos, el muy instruido Radíshchev se dedicó a la enseñanza de los campesinos y presidiarios en Siberia además de estudiar la geografía y la economía de la región. 
A la muerte de la soberana en 1796, el nuevo zar Pablo I de Rusia indultó a Radíschev permitiéndole volver a su casa al año siguiente, para entonces enfermo por las penurias y privaciones de su exilio. Pero las ideas de Radíshchev no habían cambiado en absoluto y siguió promoviendo el fin del absolutismo y el igualitarismo en cuanto cargo público le fuera confiado como el de la "Comisión Legisladora" encargada por el zar Alejandro I para reformar las leyes rusas. En 1802, tras continuos roces con sus colegas en el seno de la Comisión Legisladora, y tras recibir veladas amenazas de un nuevo destierro, Radíschev decidió quitarse la vida, lo que hizo el 11 de septiembre a las 9 de la mañana. Ingirió veneno y, tras sufrir una gran agonía por no haber sabido calcular la dosis, murió por la noche.

## Legado
Radíshchev expuso sus ideas económicas en Carta sobre el comercio chino, Descripción de mis propiedades, Proyecto de nuevos aranceles generales etc. Quería fomentar el desarrollo de las manufacturas y aumentar el número de industrias, porque ello constituía, a su entender, una de las condiciones para acabar con la servidumbre. El Viaje de San Petersburgo a Moscú fue una auténtica campanada, una llamada a la conciencia social rusa a fines del siglo XVIII. 
También aceptaba en parte las tesis del liberalismo económico de Adam Smith combinado con el proteccionismo para ciertas actividades, y postulando como "innecesario" el comercio de importación de productos lujosos de China, alegando que los recursos propios de Rusia en agricultura y Ganadería tornaban superflua tal importación.
Como jurista y librepensador, Radíschev mostró despiadadamente las lacras de la sociedad rusa desde ángulos muy variados: economía y derecho civil, religión y política, vida familiar y pública, educación, cultura, censura y libertad de expresión. El único fin de su libro según el autor era "quitar la venda de los ojos" a sus contemporáneos y hacerles ver a realidad. Como jurista Radíschev fue autor de varios tratados en los que igualmente se reflejaban sus ideas progresistas.
Tras su muerte, los liberales rusos recuperaron sus trabajos, elogiándolos como documentos de gran valor político y social, y el prestigio de su nombre perduró entre gran parte de la intelligentsia rusa del siglo XIX, al punto que socialistas y marxistas de Rusia -aunque no conformes con el liberalismo de Radíshchev- le colocaron como "inspirador" de sus propios idearios, al punto que en la Unión Soviética se omitieron las menciones a las propuestas liberales de Radíshchev y sólo se destacó el aspecto antiabsolutista de su denuncia para catalogarlo como "precursor" del marxismo en Rusia.